# Ion Berdilă
Ion Berdilă (n. 1 februarie 1958, România) este un fost jucător român de hochei, participant la Jocurile Olimpice de iarnă din 1980.
După retragerea din activitatea de hocheist, a devenit antrenor de hochei.
Este căsătorit cu Ileana Dobrovschi, fosta voleibalistă și participantă la Jocurile Olimpice de vară din 1980. Fiica Anamaria Berdilă este tot o jucătoare de volei, membră a echipei naționale de volei a României.